# Mariusz Śrutwa
Mariusz Lesław Śrutwa (né le 15 juillet 1971 à Bytom) est un joueur de football international polonais.
Il est connu pour avoir terminé meilleur buteur du championnat de Pologne lors de la saison 1997-1998 avec 14 buts (à égalité avec les joueurs Arkadiusz Bąk et Sylwester Czereszewski).